# 王琮 (天順進士)
王琮（1431年—？），字文玉，浙江龍泉縣人，明朝政治人物。進士出身。

## 生平
順天府鄉試第一百十三名。天順八年（1464年）甲申科會試第七十九名，殿試登進士第三甲第三十八名。

## 家族
曾祖父王允中。祖父王榮清。父亲王敬。